# ギリスト!
『ギリスト!』は、KAT-TUNの上田竜也の初のソロデジタルEP。2024年2月7日に配信リリース。

## 概要
KAT-TUNのメンバー・上田竜也が初のソロデジタルEP。本作には、上田約14年ぶりのソロコンサート『MOUSE PEACE 2024 ～我龍転生～』のために制作された新曲「ギリスト！」「光射す方へ」の2曲と、これまで上田が大切にしてきたソロ楽曲から選りすぐった4曲が含まれ、全6曲が収録されている。
新曲「ギリスト！」と「光射す方へ」は、上田が熱望し、嵐の櫻井翔に直接依頼し、櫻井が共同制作により実現した。デモの選定から始まり、交互にRAPにのせたリリック、楽曲のタイトル、レコーディングまで、両者が共同で制作し、2人の音楽と言葉の共鳴が特別な2曲となる。

## 収録曲
1. ギリスト！
作詞：櫻井翔，上田竜也、作曲：GASHIMA，草川瞬，川口進、編曲：川口進
2. 光射す方へ
作詞：櫻井翔，上田竜也、作曲：Christofer Erixon，Josef Melin、編曲：Josef Melin
3. カンタービレ
作詞：上田竜也、作曲：オカダユータ, 清水哲平、編曲：清水哲平
  - 2023年のKAT-TUNコンサート『KAT-TUN LIVE TOUR 2022 Honey』で歌っていた曲をKAT-TUNの11枚目のアルバム『Honey』通常盤でCD初収録、本作で初配信。
4. Lollipop
作詞：TEEDA、作曲：CR, SB, KOJI YAMAOKA、編曲：Koji Yamaoka，Yocke
  - 2023年のKAT-TUNコンサート『KAT-TUN LIVE TOUR 2022 Honey』で歌っていた曲、本作で初収録。
5. ヤンキー片想い中
作詞、Rap詞：上田竜也、作曲：黒須克彦, 河合英嗣、編曲：河合英嗣
  - 2008年のソロコンサート『TATSUYA UEDA LIVE 2008 ”MOUSE PEACE”』で歌っていた曲をKAT-TUNの28作目シングル『Roar』期間限定盤2でCD初収録、本作で初配信。
6. 花の舞う街
作詞・作曲：上田竜也、編曲：kao
  - 2009年のKAT-TUNコンサート『KAT-TUN LIVE Break the Records』で歌っていた曲をKAT-TUNの4枚目のアルバム『Break the Records -by you & for you-』でCD初収録、本作で初配信。2009年当時のものではなく、再レコーディングされたバージョン。2023年に開催された『KAT-TUN LIVE TOUR 2023 Fantasia』で公演替わりで披露された際にスクリーンに流れていた、鉄拳が手がけたパラパラ漫画のMVも存在する。

## チャート成績
2024年2月14日発表の「オリコン週間デジタルアルバムランキング」で6,293ダウンロードを記録し、初登場1位を獲得した。
2024年2月14日発表の「Billboard JAPANダウンロード・ソング・チャート“Download Songs”」で、曲「ギリスト!」は、7,144Dダウンロードを記録し、初登場3位を獲得した。